# Евфимия Рюгенская
Евфимия Рюгенская (норв. Eufemia av Rügen; ок. 1280 — май 1312) — королева-консорт Норвегии, жена Хакона V Святого. Известна своими переводами романов.

## Биография
Евфимия была дочерью Вислава II, князя Рюгена (1240—1302). Она вышла замуж за Хакон V, короля Норвегии, весной 1299 года. Брат Хакона, король Эйрик II, умер в июле 1299 года и Хокон стал королём Норвегии. Соглашение о браке между Евфимией и Хаконом, вероятно, было заключено в рамках датско-норвежского договора осенью 1298 года, в котором князь Вислав был посредником и поручителем. Пара проживала в замке Акерсхус в Осло.
Королева Евфимия была хорошо известна своим интересом к культуре и литературе. Она любила читать и владела обширной библиотекой, которая была тогда одной из крупнейших в Европе. Евфимия благоволила зарождающейся рыцарской культуре. Королева стремилась привить европейскую культуру при дворах государств севера. Она заказала переводы трёх французских и немецких рыцарских романов двенадцатого века в стихах и отправила копии ко двору Швеции. В конце каждой баллады была сделана надпись, что перевод был выполнен по заказу королевы Евфимии. Они стали известны на шведском языке как «Баллады Евфимии» и были популярны как в Норвегии, так и в Швеции.
Её единственным пережившим детство ребёнком была Ингеборга Норвежская. В 1312 году Ингеборга вышла замуж за шведского герцога Эрика Магнуссона, который был младшим сыном короля Швеции Магнуса III и братом короля Швеции Биргера. Их сын Магнус Эрикссон наследовал Хакону как король Норвегии, и Биргеру как король Швеции.
Король Хакон и королева Евфимия были похоронены в церкви Святой Марии в Осло. Останки двух человек, считающихся Хаконом и Евфимией, были обнаружены во время раскопок руин этой церкви и перенесены в королевский мавзолей замка Акерсхус.